# 堺市立登美丘東小学校
堺市立登美丘東小学校（さかいしりつ とみおかひがししょうがっこう）は大阪府堺市東区にある公立小学校。

## 沿革
明治時代初期に設置された河内国第四番丈六小学校・河内国第百二十四番野田小学校の2校が学校の起源になっている。2校は1872年に合併し、丹南郡（のち南河内郡）野田村を校区とする野田尋常小学校となった。学校沿革史の上では、前身の丈六小学校の発足をもって学校創立と位置づけている。

### 年表
- 1873年 - 河内国第四番丈六小学校が開校。
- 1874年 - 河内国第百二十四番野田小学校が開校。
- 1889年 - 2校合併により、丹南郡野田尋常小学校が発足。
- 1896年 - 郡の合併により、南河内郡野田尋常小学校と称する。
- 1941年4月1日 - 国民学校令により、南河内郡野田国民学校に改称。
- 1943年 - 現在地に移転。
- 1947年4月1日 - 学制改革により、野田村立野田小学校に改称。
- 1950年4月1日 - 合併による登美丘町の発足により、登美丘町立東小学校に改称。
- 1962年4月1日 - 堺市への編入により、堺市立登美丘東小学校に改称。
- 1974年 - 堺市立野田小学校を分離。

## 通学区域
- 堺市東区 北野田（一部）、草尾（一部）、丈六（一部）、高松（一部）、西野（一部）。

卒業生は堺市立登美丘中学校（主に南海高野線以西の地域）と堺市立野田中学校（主に南海高野線以東の地域）の2校に分かれて進学する。

## 交通
- 南海高野線 北野田駅 北へ約650m。